# Асаго
Асаго (итал. Assago) је насеље у Италији у округу Милано, региону Ломбардија.
Према процени из 2011. у насељу је живело 7917 становника. Насеље се налази на надморској висини од 107 м.

## Становништво
Према резултатима пописа становништва 2011. у општини је живело 8.124 становника.
| 1931. | 1936. | 1951. | 1961. | 1971. | 1981. | 1991. | 2001. | 2011. |
| ----- | ----- | ----- | ----- | ----- | ----- | ----- | ----- | ----- |
| 1.146 | 1.169 | 1.298 | 1.068 | 1.135 | 2.410 | 6.332 | 7.447 | 8.124 |